# Mychitar Gosz

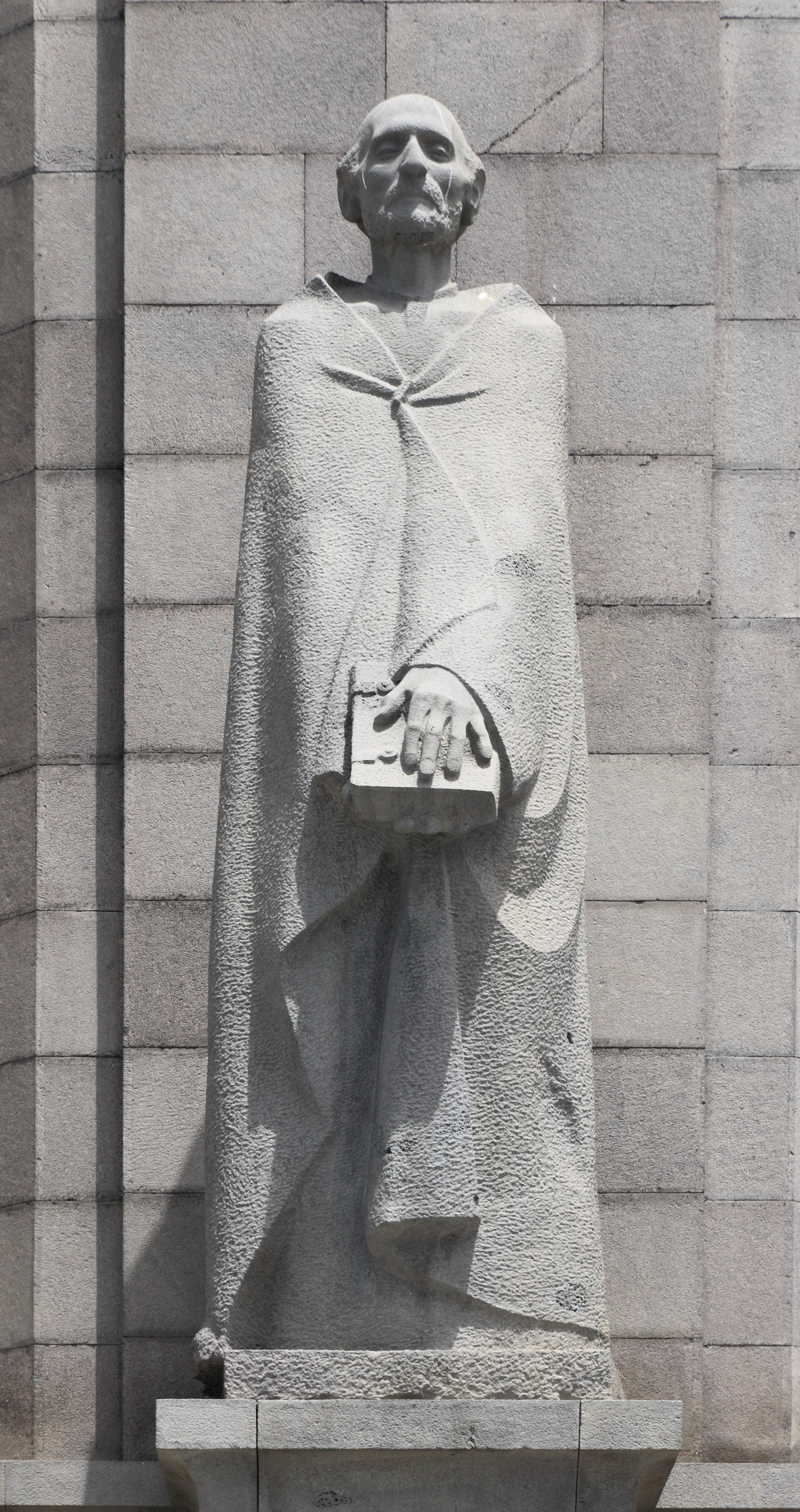
Posąg Mychitara Gosza przy budynku Matenadaran w Erywaniu

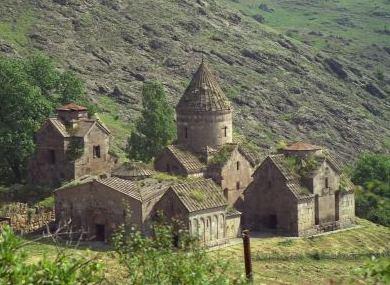
Klasztor ormiański Goszawank założony przez Mychitara Gosza

Mychitar Gosz, Mechitar Gosz (Մխիթար Գոշ, ur. 1130, zm. 1213) – ormiański duchowny, myśliciel i pisarz. Około 1184 roku spisał kodeks praw, tzw. Datastanagirk, obejmujący zwyczajowe prawo cywilne oraz prawo kanoniczne. Pisał również baśnie. Założył klasztor w Nor-Getik, od czasu jego śmierci znany jako Goszawank.